# Litochovice
Litochovice är en ort i Tjeckien.   Den ligger i regionen Södra Böhmen, i den sydvästra delen av landet, 110 km söder om huvudstaden Prag. Litochovice ligger 554 meter över havet och antalet invånare är 258.
Terrängen runt Litochovice är varierad. Runt Litochovice är det ganska glesbefolkat, med 40 invånare per kvadratkilometer. Närmaste större samhälle är Strakonice, 11,7 km norr om Litochovice. Omgivningarna runt Litochovice är en mosaik av jordbruksmark och naturlig växtlighet.